# Národní dům na Vinohradech
Národní dům na Vinohradech, známý dříve též jako ÚKDŽ (Ústřední kulturní dům železničářů), je novorenesanční budova sloužící jako kulturní a společenské centrum na pražských Královských Vinohradech na adrese náměstí Míru 9, Praha 2 – Vinohrady.

## Historie

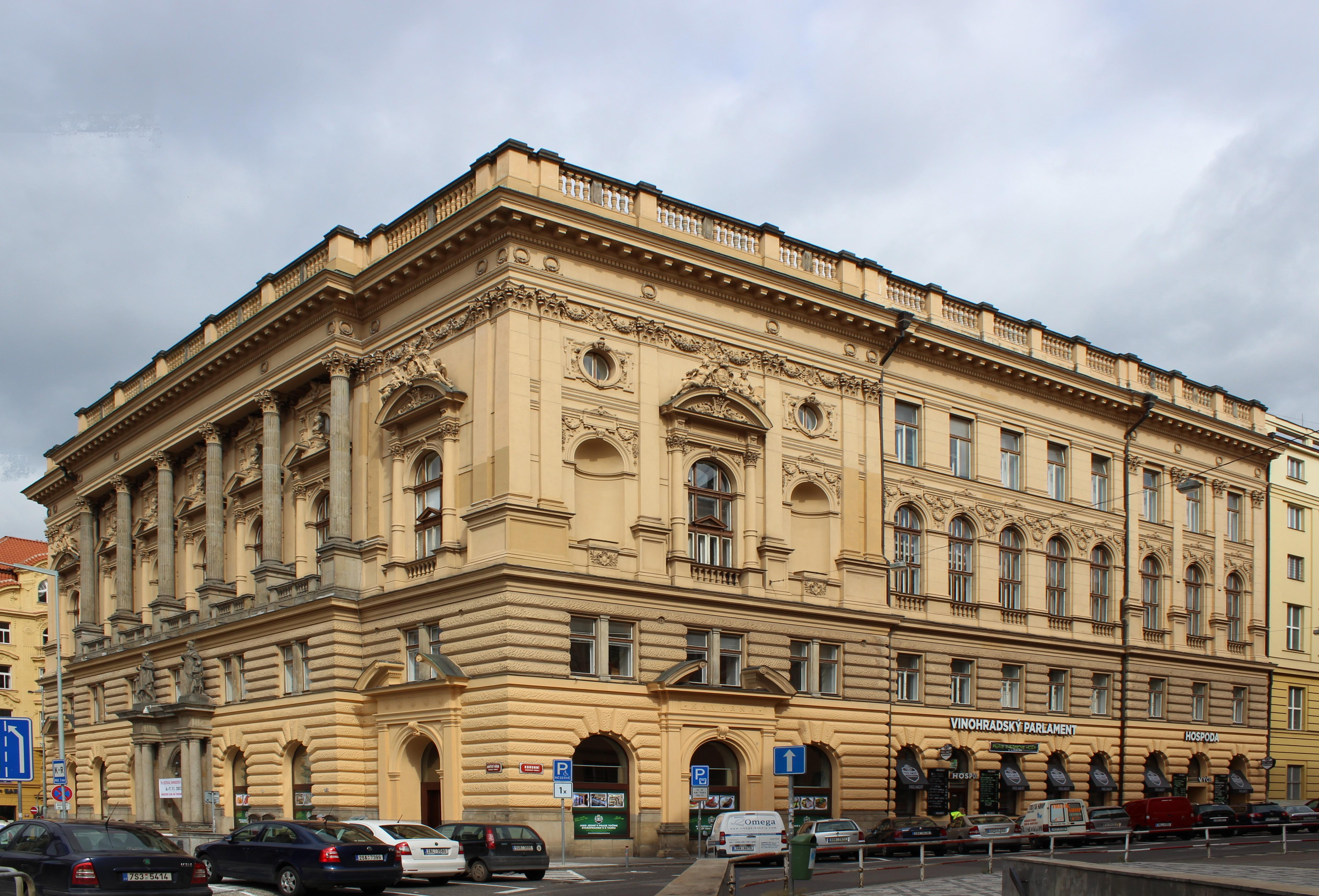

Budova podle projektu architekta Antonína Turka byla postavena v letech 1893–1894. Na výzdobě se podíleli např. Antonín Popp, Josef Strachovský, či Adolf Liebscher.
Budova vznikla u příležitosti povýšení Královských Vinohrad na město roku 1879. Z téže doby pochází také velká část typické architektury vinohradkých ulic Francouzská, Anglická či Bělehradská. Logickým urbanistickým střediskem tehdejšího města bylo Purkyňovo náměstí (dnešní náměstí Míru), proto byl společenský dům umístěn zde.
V dnech 9.–11. dubna 1898 se zde konal ustavující sjezd České strany národně sociální.
Dne 22. května 1921 zde byla založena Československá obec legionářská.
Po únorovém puči v roce 1948 budova chátrala. V roce 1955 získaly budovu v havarijním stavu do užívání Československé státní dráhy a rekonstruovaly ji (1959). Po rekonstrukci nesla název Ústřední kulturní dům dopravy a spojů a od 1971 Ústřední kulturní dům železničářů (ÚKDŽ).
Ve dnech 27.–29. června 1967 zde probíhal IV. sjezd Svazu československých spisovatelů.

## Popis stavby
Novorenesanční dvoupatrovou budovu tvoří trojkřídlý objekt, rozevírající se do ulic Slezské a Korunní.

## Současnost
Od října 1992 má budovu v pronájmu společnost Národní dům-Kulturní dům železničářů, s.r.o., v níž původně mělo podíl Ústředí odborového sdružení železničářů.  V současnosti se v přízemí objektu nacházejí dvě restaurace – Brüxx a Vinohradský parlament.